# Acta synodalia sacrosancti Concilii Oecumenici Vaticani II
Unter dem Titel Acta synodalia sacrosancti Concilii Oecumenici Vaticani II, abgekürzt ASCOV oder auch nur AS, sind seit 1970 die Akten des Zweiten Vatikanischen Konzils (1962–1965) erschienen. Die Ausgabe umfasst sechs Teile mit insgesamt 32 Teilbänden sowie einen Registerband.
Die ersten vier Teile liefern die Akten zu den vier Sitzungsperioden des Konzils, der fünfte Teil die Protokolle der Konzilsverhandlungen und der sechste Teil die Akten des Generalsekretariats. Die Akten sind in lateinischer Sprache verfasst.

## Bibliographische Angaben
- Acta synodalia sacrosancti Concilii Oecumenici Vaticani II. Typis Polyglottis Vaticanis, Vatikanstadt 1970–1999.

## Inhalt der Bände mit den Akten der vier Sitzungsperioden des Konzils
- Band 1. Periodus Prima
  - Pars 1: Sessio Publica I. Congregationes Generales I-IX
  - Pars 2: Congregationes Generales X-XVIII
  - Pars 3: Congregationes Generales XIX-XXX
  - Pars 4: Congregationes Generales XXXI-XXXVI

- Band 2. Periodus Secunda
  - Pars 1: Sessio Publica II. Congregationes Generales XXXVII-XXXIX
  - Pars 2: Congregationes Generales XL-XLIX
  - Pars 3: Congregationes Generales L-LVIII
  - Pars 4: Congregationes Generales LIX-LXIV
  - Pars 5: Congregationes Generales LXV-LXXII
  - Pars 6: Congregationes Generales LXXIV-LXXIX. Sessio Publica III

- Band 3. Periodus Tertia
  - Pars 1: Sessio Publica IV. Congregationes Generales LXXX-LXXXII
  - Pars 2: Congregationes Generales LXXXIII-LXXIX
  - Pars 3: Congregationes Generales XC-XCV
  - Pars 4: Congregationes Generales XCVI-CII
  - Pars 5: Congregationes Generales CII-CXI
  - Pars 6: Congregationes Generales CXII-CXVIII
  - Pars 7: Congregationes Generales CXIX-CXXII
  - Pars 8: Congregationes Generales CXXIII-CXXVII. Sessio Publica V

- Band 4. Periodus Quarta
  - Pars 1: Sessio Publica VI. Congregationes Generales CXXVIII-CXXXII
  - Pars 2: Congregationes Generales CXXXIII-CXXXVII
  - Pars 3: Congregationes Generales CXXXVIII-CXLV
  - Pars 4: Congregationes Generales CXLVI-CL
  - Pars 5: Congregationes Generales CLI-CLV. Sessio Publica VII
  - Pars 6: Congregationes Generales CLVI-CLXIV. Sessio Publica VIII
  - Pars 7: Congregationes Generales CLXV-CLXVIII. Sessiones Publicae IX-X